# Tchoukball
A tchoukball  / ˈtʃuːkbɔːl / (CHOOK -ball)  egy gyors és változatos, erőszakmentes labdajáték.
A tchoukballban nem lehet a másikhoz érni. Dobó akadályoztatása, zavarása sem megengedett. 
A tchoukball abban is segít, hogy odafigyeljünk a csapattársakra. Sok múlik a taktikán és a stratégián.
Azoknak is remek sportolási lehetőség, akik testalkatuk miatt nem tudnak más sportokban érvényesülni, mert mondjuk kisebbek, lassabbak társaiknál, de a tchoukballnál ez nem akadály. Itt nincs testi kontakt a játékosokkal.

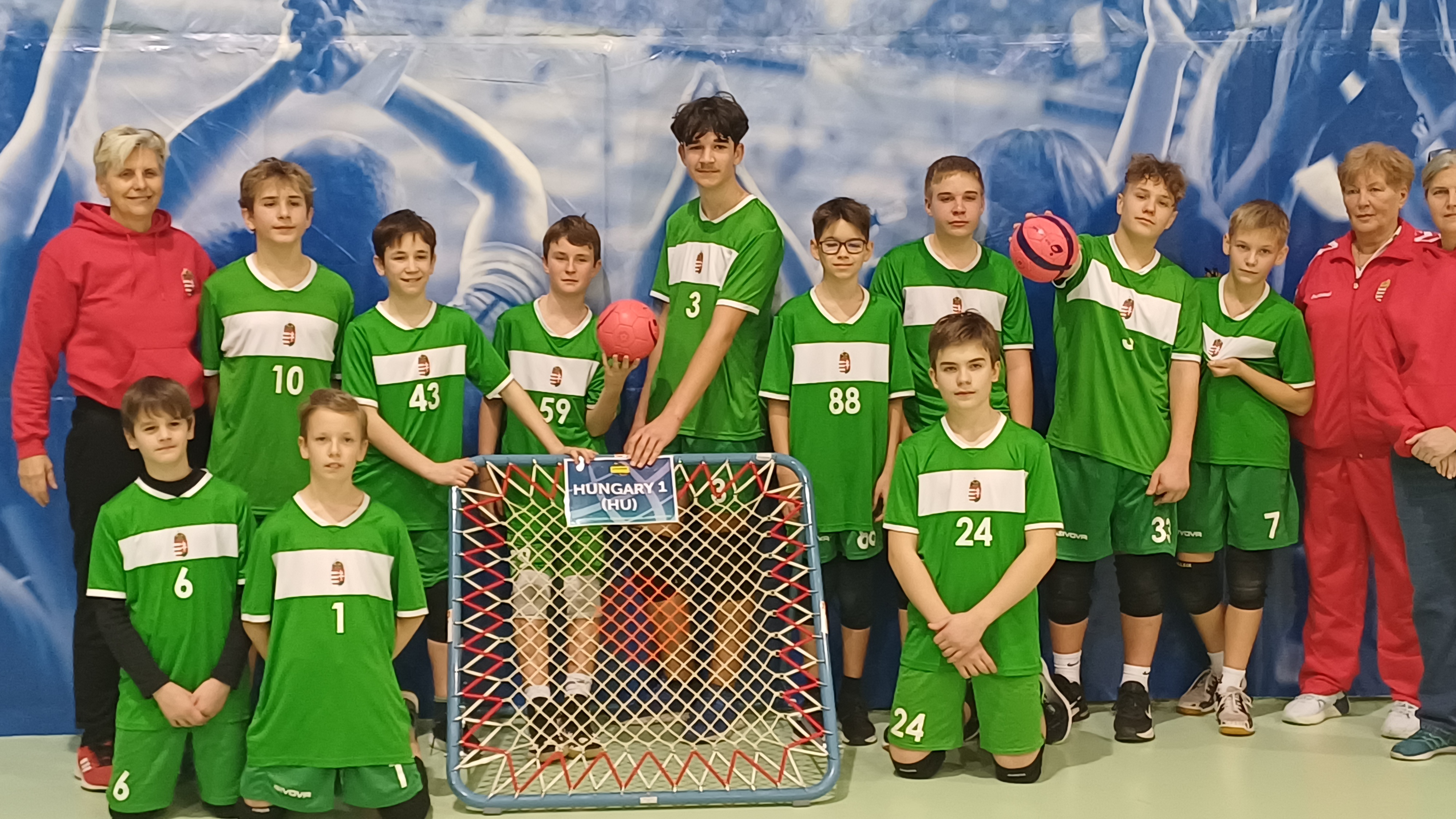
2024. GENEVA INDOORS GENFI TCHOUKBALL TORNA 2. MAGYAR CSAPAT

A tchoukball három sport ötvözete: a kézilabda, a röplabda és a fallabda vegyítése. Egy átmenet a versenysport és a szabadidősport között.
A kézilabda és a röplabda sebességét és izgalmát ötvözve, a tchoukball ma a leggyorsabb kézilabdasport a világon.
A tchukballnál nincs labdavezetés, így bármilyen talajon lehet játszani, akár homokban is. Kerekesszékes tchoukball is van.
Magyarországra Kunos Anita hozta el 2017-ben. Dabason alakult az első tchoukball csapat.

## A játék története
A játék furcsa nevét arról a hangról kapta, amely a labda és a panel találkozásakor hallhat.
Svájcból származik a tchoukball, s 1970 óta játsszák. Dr. Hermann Brandt orvos-biológus kutatta a testnevelés hatásait és a sportsérülések összefüggéseit. Az eredményei alapján azzal a céllal alkotta meg a szabályrendszert, hogy mindenki sportja lehessen a tchoukball: alapvető, hogy a másik csapatot nem szabad akadályozni, hogy az egyéni és a csoportos működés harmonikussá válhasson a figyelem által, és semmilyen negatív viselkedési forma nem megengedett. Úgy fogalmazta, hogy a tchoukball egy olyan fair play játék, ahol testmozgáson keresztül nyújthatunk viselkedési (társadalmi) mintát!
A tchoukballt ma már sok országban játsszák, többek között: Franciaországban, Spanyolországban, Svájcban, Belgiumban, Németországban, Csehországban, Olaszországban, Ausztriában, Lengyelországban, Angliában, Koreában, Kínában, Tajvanon, Japánban, Ausztráliában, Kanadában, az Egyesült Államokban, Argentínában, Brazíliában, Kenyában, Kamerunban és Magyarországon.

## A tchoukball előnyei
- Csapatjáték
- Erőszakmentes
- Mindenki játéka
- Nincs test-test elleni játék
- Koedukált csapatok is
- Egyszerű szabályok
- Élvezetes és pörgős
- 7-en egy csapatban
- Támadás mindkét térfélre

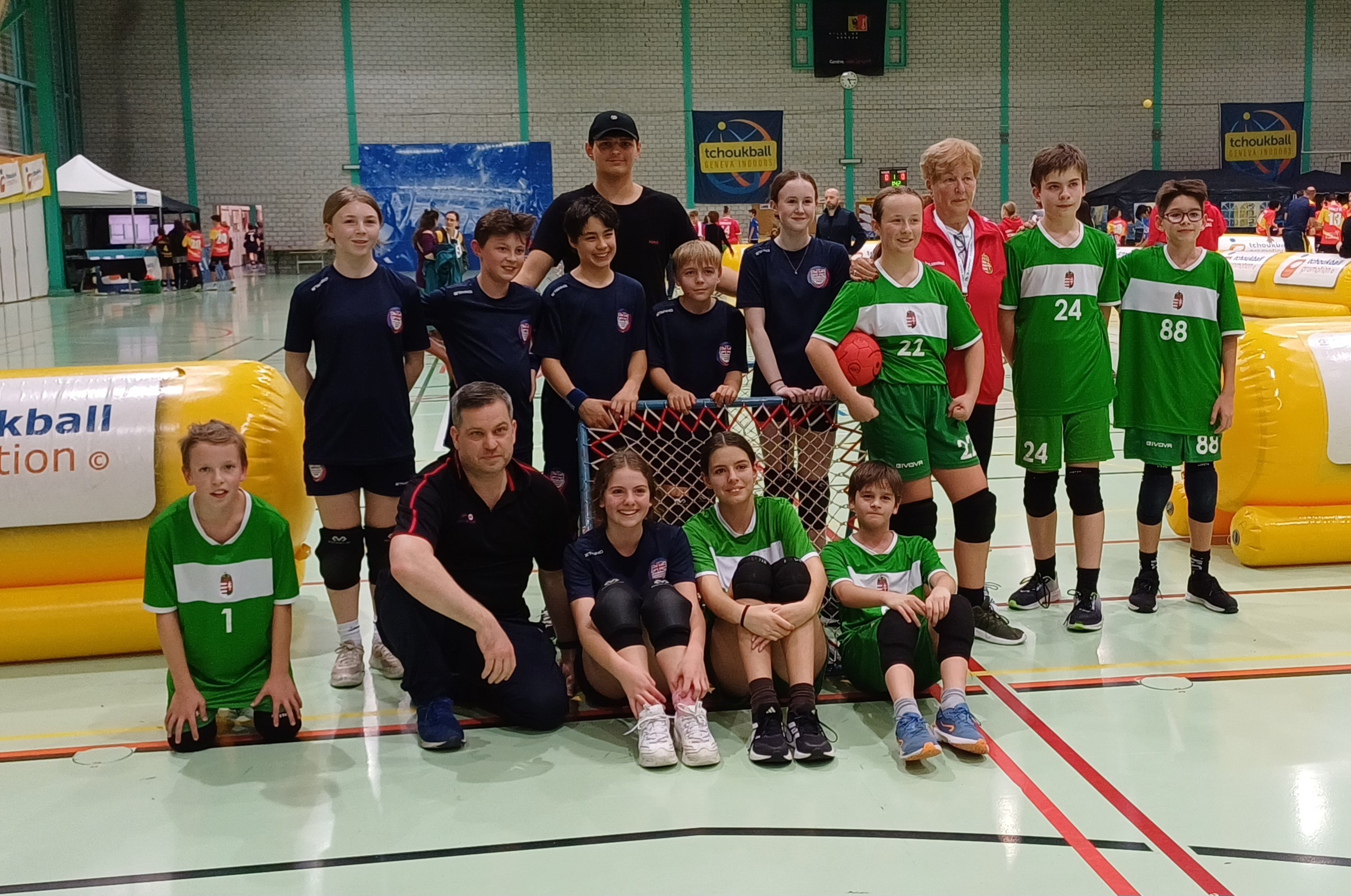
2024. Geneva indoors nemzetközi tchoukball torna u14.

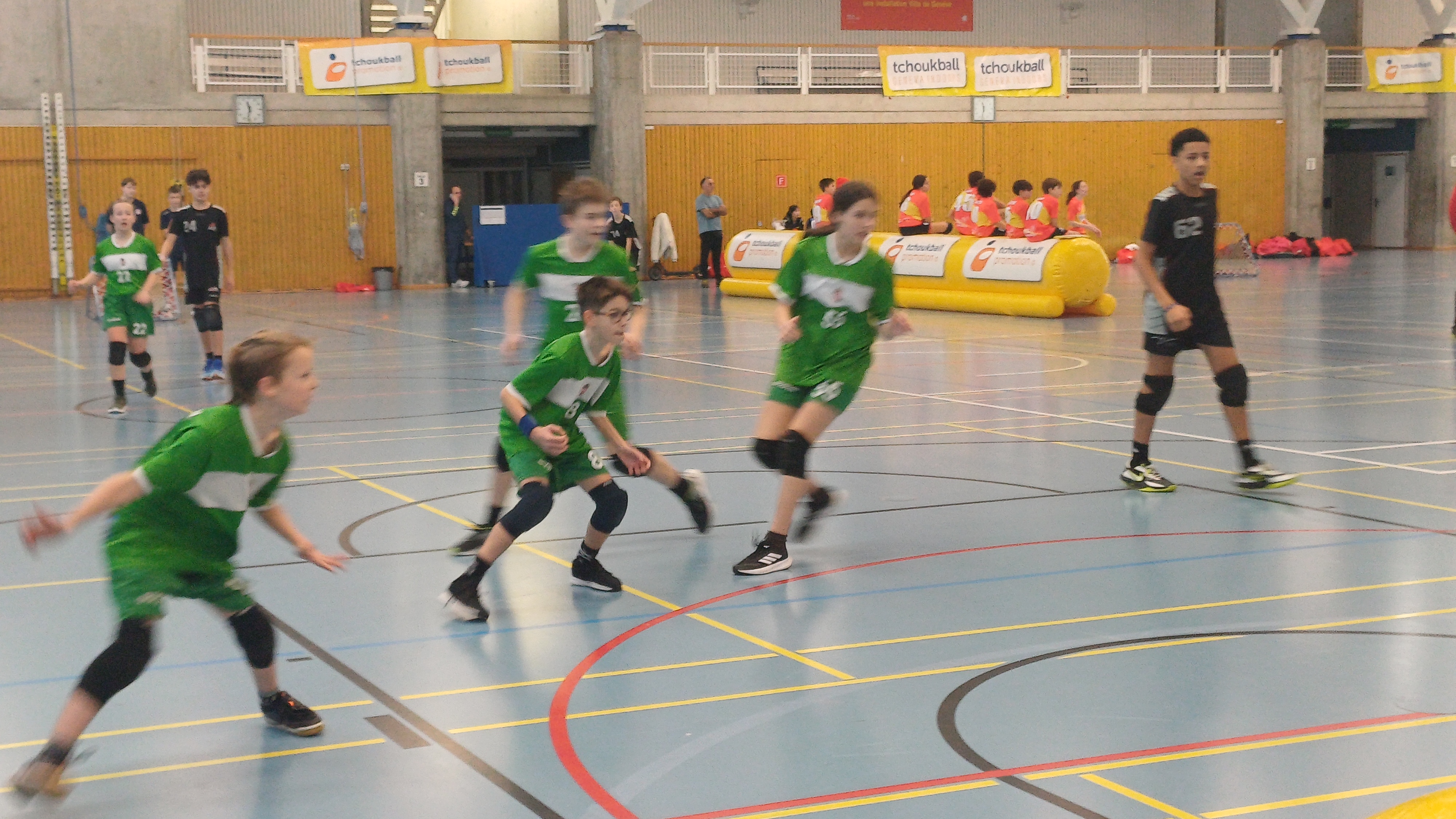
Geneva indoors nemzetközi tchoukball torna 2024. U14 csapat

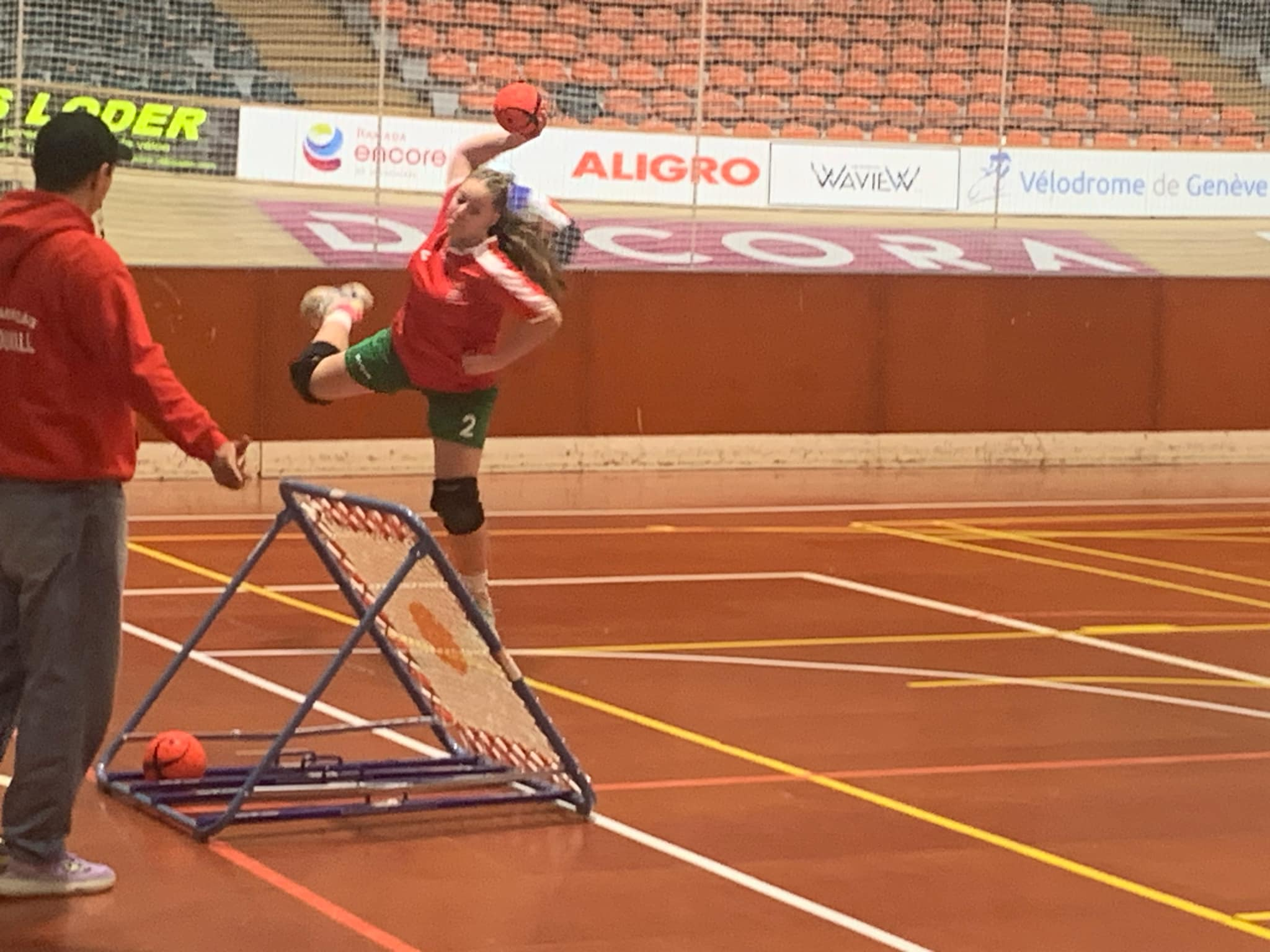
Geneva indoors nemzetközi tchoukball torna 2024. U16 lány csapat

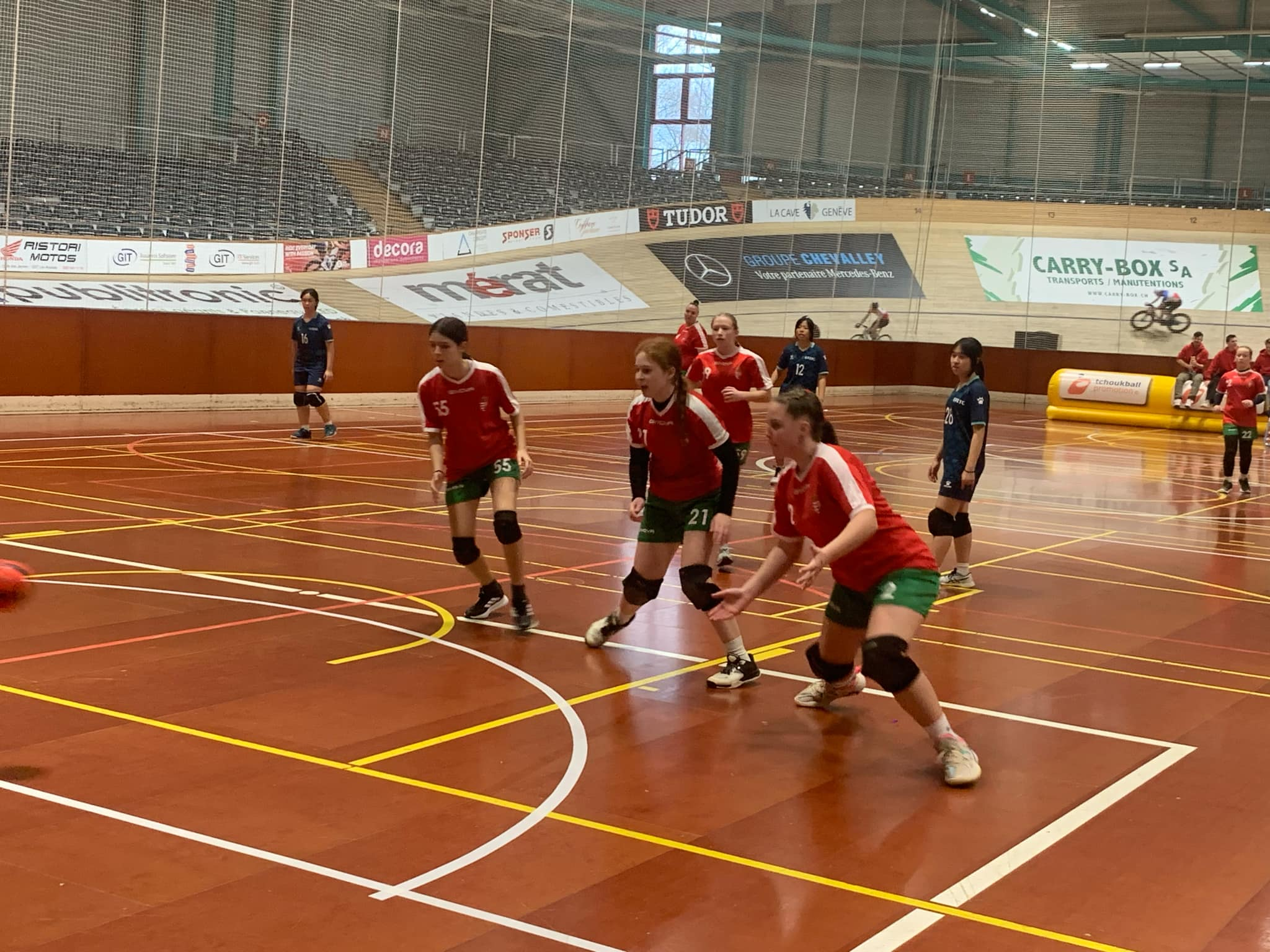
Geneva indoors nemzetközi tchoukball torna 2024. U16 lányok csapata

- Teremben, szabadban egyaránt játszható
- A tchoukball éberséget és odafigyelést követel.
- Előrelátást és logikát tanít
- Támogatja a csapatmunkát és segíti a bizalomépítést;
- Segíti a szem-kéz koordináció kialakulását
- Fejleszti a fizikális és mentális készségeket és képességeket.

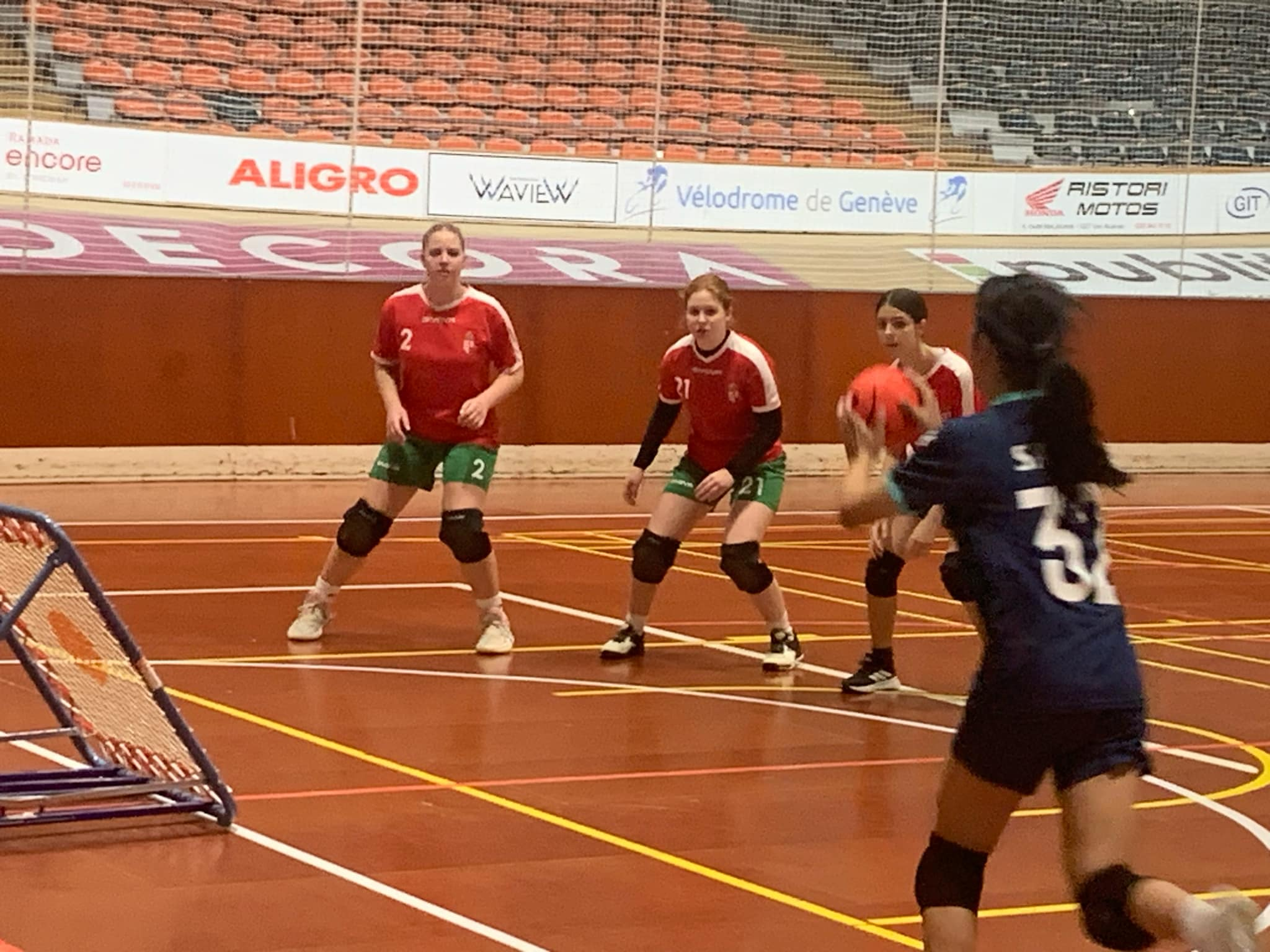
Geneva indoors nemzetközi tchoukball torna 2024. U16 lányok csapata

## Alapszabályok
- 3 átadás után rá kell lőni
- 3 lépés a labdával
- 3 támadás 1 panelra
- 3 mp-ig tartható a labda
- A panelról visszapattanó labda, ha földet ér az a pont.
- A labdát birtokló játékos zavarása semmilyen módon nem megengedett

## Nemzetközi eredmények

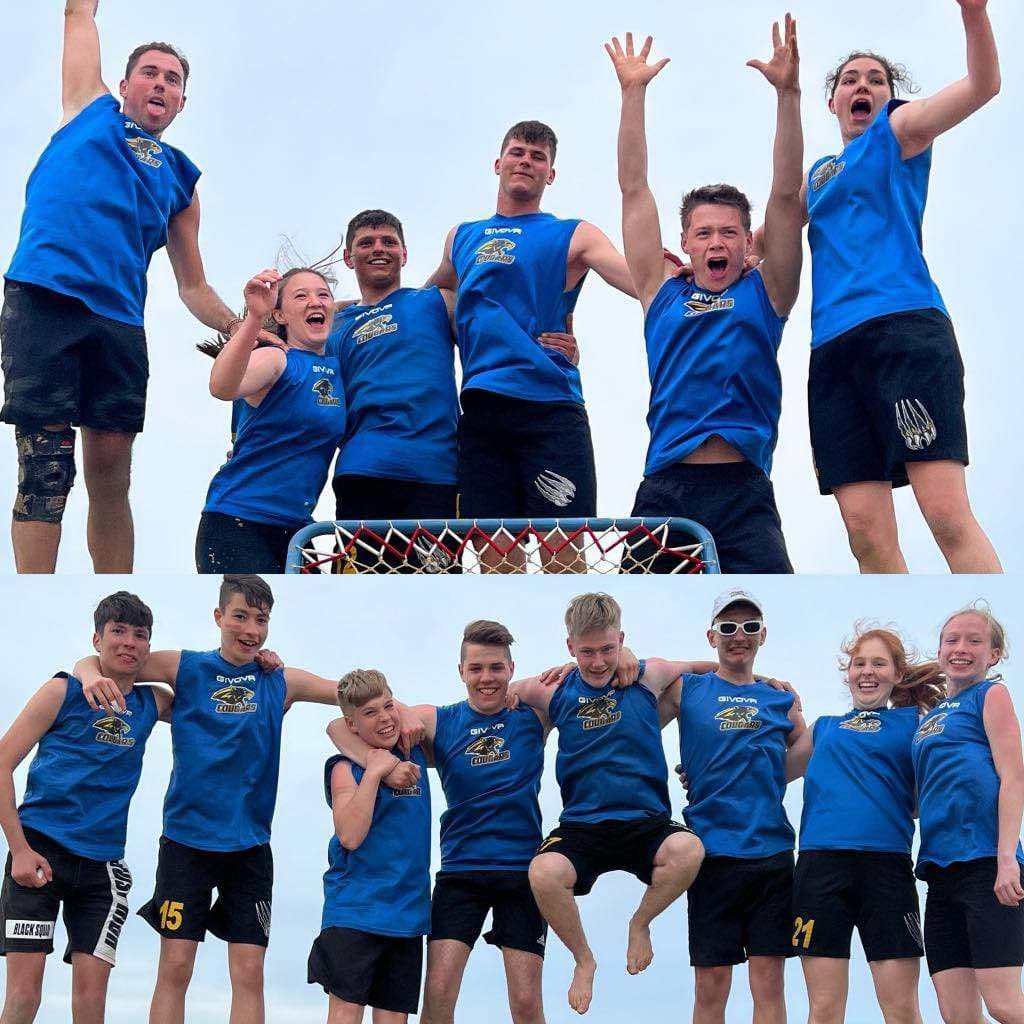
Rimini Beach Festival u19, u16 csapat

|                |                                            | M12 Vegyes | M14 Vegyes                | M16 Vegyes     | M19 Vegyes | Felnőtt Vegyes |
| -------------- | ------------------------------------------ | ---------- | ------------------------- | -------------- | ---------- | -------------- |
| 2025. Június   | Cseh Beach Tchoukball (Jičín)              | 1. Hely    | 1. Hely                   |                |            |                |
| 2025. május    | Rimini Beach Festival                      |            | 1. Hely                   |                | 3. Hely    |                |
| 2025. április  | Tchouk High Five (Lengyelország, Nowa Sól) | 1. Hely    |                           |                |            |                |
| 2025. Február  | Cseh Tchoukball Open (Jičín)               |            |                           |                |            | 4. Hely        |
| 2024. december | Geneva Indoors                             |            | fiúk 4.hely vegyes 6.hely | lányok 3. Hely |            |                |
| 2023. december | Geneva Indoors                             |            |                           | 4. hely        |            | 10. hely       |
| 2023. május    | Rimini Beach Festival                      |            |                           |                | 7. hely    | 7. hely        |
| 2022 december  | Geneva Indoors                             |            |                           | 8. hely        |            |                |
| 2022. május    | Rimini Beach Festival                      |            | 1. hely                   |                | 3. hely    |                |
| 2021. december | Geneva Indoors                             |            | 2. hely                   |                | 4. hely    |                |

### Ifjúsági tchoukball Európa-bajnokság, Castellanza,[5]Olaszország[6]
| M15 | lányok | 2 | hely |
| M12 | fiúk   | 2 | hely |
| M15 | fiúk   | 5 | hely |

## Tchoukballoktatás Magyarországon

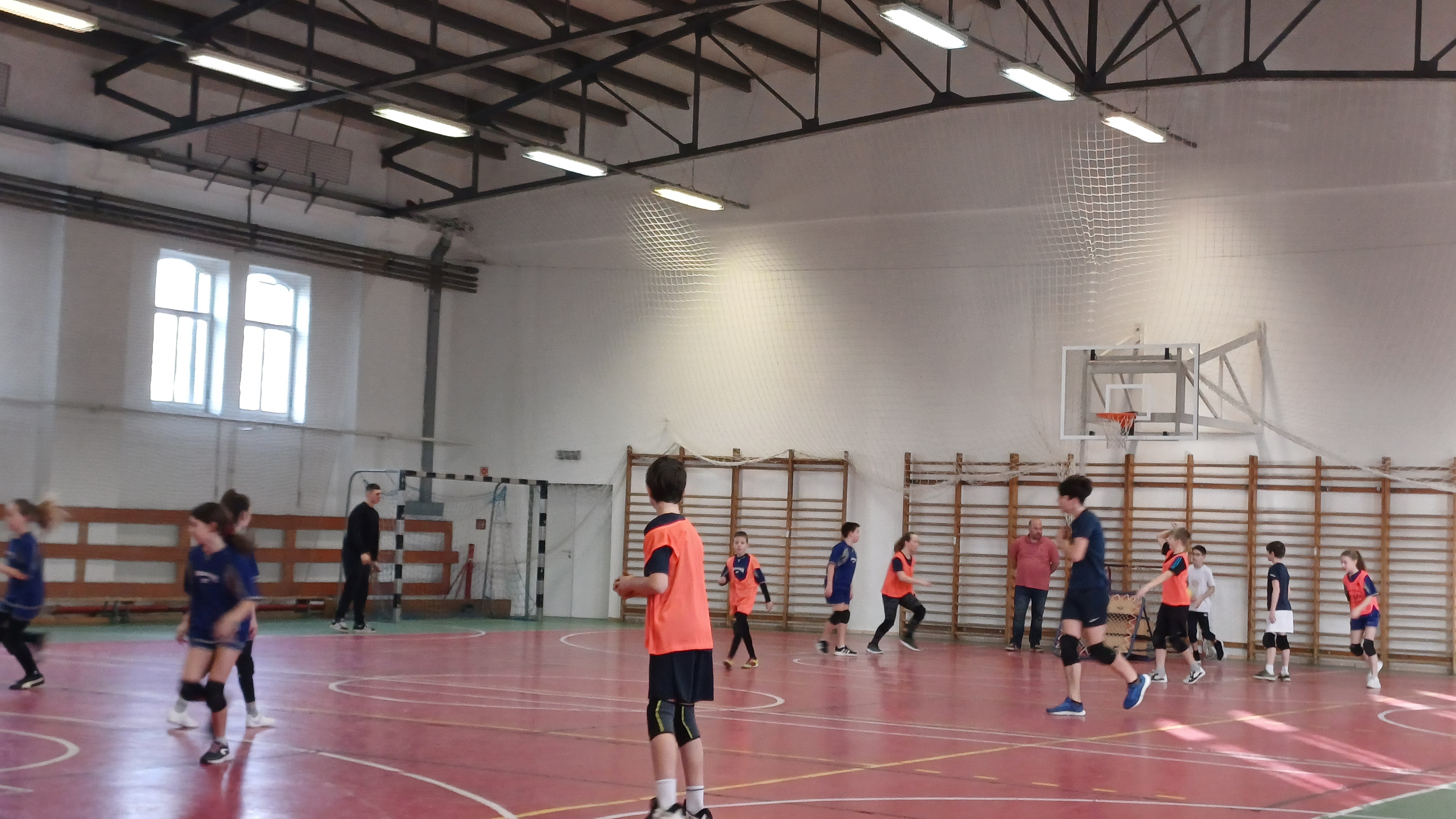
Tchoukballedzés, U14 korosztály

### Budapest
- Budapest, XIV.kerület Móra Ferenc Általános Iskola Zugló, Újváros park 2.
- Budapest, XIX.kerület Reménység Katolikus Általános Iskola, Petőfi utca 56.
- Budapest II.kerület Pitypang Általános Iskola, Pitypang utca
- Budapest, III .kerület Óbudai Nagy László Általános Iskola/
- Budapest X.kerület Zrínyi Miklós Laktanya Egyetemi Campus
- Kerekesszékes Tchoukball Mozgásjavító Általános Iskola, Budapest Mexikói út 60.

### Az ország egyéb területei
- Dunakeszi Keszi Tchoukball Klub
- Újhartyán Favorit Sport Egyesület
- Dabas Dabasi Kossuth Lajos Általános Iskola
- Mende Mendei Sportegyesület (ME-SE),
- Táborfalva Csurgay Franciska Általános Iskola
- Gyömrő
- Veresegyháza Fabriczius József Általános Iskola
- Fót Szent Ágoston Keresztény Általános Iskola és Gimnázium
- Alsónemesapáti Csertán Sándor Általános Iskola